# Tatiana Abellán
Tatiana Abellán Aguilar (Molina de Segura, 1981) es una artista visual española especializada en el tratamiento de fotografías para visibilizar el paso del tiempo.

## Trayectoria
Abellán se licenció en Bellas Artes por la Universidad de Murcia y se doctoró en Historia del Arte por la Universidad Complutense de Madrid (UCM), con la tesis titulada La sutura imposible. Muerte y experiencia estética en la obra de Teresa Margolles. Recibió becas para la formación de profesorado universitario (FPU) que concede el Ministerio de Educación, que le permitieron realizar estancias de investigación en la Universidad de Middlesex, en Massachusetts, y en la Facultad de Arts & Science de la Universidad de Nueva York, ambas en Estados Unidos.
Aparte de su faceta como artista, Abellán es profesora asociada de la Facultad de Bellas Artes de la Universidad de Murcia. Además, imparte clases en el Máster en Investigación e Innovación en Educación Infantil y Primaria (ISEN), adscrito al departamento de Historia del Arte de la Universidad de Murcia, en Cartagena.

## Obra
Sus obras, casi siempre autobiográficas, suelen poner de relieve un especial interés por la fragilidad de la memoria, la fugacidad del tiempo o lo complejo de la identidad. Manipulando fotografías y otros documentos antiguos, principalmente mediante procesos de borrado, intenta encontrar su propio álbum familiar. Sus proyectos de creación artística suelen tener como referencia lo autobiográfico y en ellos el cuerpo, tanto como medio como soporte tiene una importancia radical. Identidad, piel, memoria y muerte son las constantes que atraviesan todo su trabajo.

## Exposiciones (selección)
- 2012 – NY& Me. Molinos del Río Caballerizas. Murcia.
- 2014 – Tres expresiones plásticas, Tatiana Abellán, Sofía Tornero y Elia Cosimi. Fundación Pedro Cano de Blanca. Murcia.
- 2020 – Golem19. Galería Universidad de Murcia. Murcia. Exposición colectiva comisariada por Tatiana Abellán.[5]
- 2023 – A perpetuidad. Galería Isabel Hurley. Málaga.[6]

## Reconocimientos
En 2014, Abellán ganó el primer premio del XIV Concurso Internacional Encuentros de Arte Contemporáneo (EAC), organizado por el Instituto Alicantino de Cultura “Juan Gil-Albert” de la Diputación Provincial de Alicante. Dos años después, en 2016, fue galardonada en el Certamen Municipal de Creación Artística con el premio CreaMurcia de artes visuales. Estos premios los organiza el Ayuntamiento de Murcia, a través del Servicio Municipal de Juventud, "con el objetivo de seguir promoviendo e impulsando la creatividad y el arte emergente".
Posteriormente, en 2019, gracias a su proyecto La imagen que resta, Abellán recibió una beca de producción del Instituto de Industrias Culturales y de las Artes (ICA) de la Región de Murcia.